# Влада Џет
Влада Јанковић (Београд, 10. април 1946) јесте српски радијски водитељ, бас гитариста и певач.

## Биографија
Рођен је у Београду, 1946. године. Познат је по свом деловању у групама Црни Бисери, Тунел и Vlada Jet Band, као један од највећих дискофила у Србији, а од 1978. и као аутор и водитељ бројних радио емисија: Линија за рокенрол, Демо експрес и свакако најпознатије од њих: Хит 202.
Плоче су га фасцинирале од када је на поклон добио прву синглицу Елвиса Прислија Don't Be Cruel. Његова колекција броји око 25.000 наслова.
Свој живот је описао у аутобиографији Године на 6.

## Музичка каријера

### Црни бисери
По својим речима, постао је члан Црних бисера тако што је рекао да већ годинама зна да свира бас гитару, иако је заправо знао само пар акорда. Први концерт с њима је одржао 8. марта 1964. Црни бисери су прву плочу објавили у априлу 1966, а 1967. освајају прво место на Гитаријади на Сајмишту у Београду.

### Тунел
Након разлаза Црних бисера (1980), Џет оснива Тунел, заједно са Љубом Нинковићем и Стевом Стевановићем. Тунел је трајао од 1980-1992. године, а од 1984. групи се придружио и Влада Неговановић. Издали су пет студијских албума, једну компилацију и четири сингл плоче.

### Влада Џет Бенд
Пошто деведесетих није имао вољу да свира због ратних дешавања, Џет након завршетка рата оснива групу Влада Џет Бенд, са којом снима пет студијских албума. Пети албум (двоструки компакт диск) је рок-опера под називом Млинарев син.

## Приватни живот
Надимак је добио по Џету Харису, басисти групе Шедоуз.
Џет је велики љубитељ америчкога фудбала и навија за НФЛ франшизу Њујорк џетсе.

## Награде
- 1987: Мајска награда за организацију рок концерата[5]
- 2014: Меморијална награда „Костадин Костадиновић – Чауш“ на 49. Зајечарској гитаријади, која се додељује за изузетан допринос афирмацији музичког стваралаштва младих.[6]

## Дискографија

### Црни бисери

#### Албуми
- 1976 Моторок (Дискос)

#### Синглови
- 1967. Црни Бисери, (Не одлази, Срце без љубави, Нисам онај кога жели, Лепи фламинго), Југотон
- 1968. Црни Бисери, (Нисам више тај, Желим да будем слободан - I wanna be free, Мони - Moni, moni, Сањам – Dream), Југотон
- 1968. Црни Бисери, (Моја мала леди, Мој свет није твој свет), Југотон
- 1969. Црни Бисери, (Тражимо сунце, Рам-дам-дам), Југотон
- 1970. Црни Бисери, (Поучна прича, Чекање), РТБ
- 1971. Црни Бисери, (Кишна ноћ, Хеј, Мелина, Река, Крај лета), РТБ
- 1972. Црни Бисери, (Она зна, Повратак), РТБ
- 1973. Црни Бисери, (Луталица, Писмо девојци), РТБ
- 1975. Црни Бисери, (Вечити рок, Желим), РТБ
- 1975. Црни Бисери, (Дар-мар, Шта ћу сад), Студио Б
- 1976. Црни Бисери, (Џуди, Џуди, Никада), Дискос
- 1976. Црни Бисери, (Млинарев син, Тихо музика свира), Дискос
- 1977. Црни Бисери, (Ти си увек хтела све, Мој брат и ја), Дискос
- 1977. Црни Бисери, (Катарина, Не жели да живи више са мном), Дискос
- 1978. Црни Бисери, (Аспирин, Сусрет на углу), Дискос
- 1979. Црни Бисери, (Ташта, Зимски дан), Дискос

### Тунел[7]

#### Албуми
- Ноћни пролаз (1982), Југодиск
- Низ три тамне улице (1983), Југодиск
- Електрична илузија (1984), ПГП РТБ
- До последње капи (1987), ПГП РТБ
- Бубњеви преко реке (1991), ПГП РТБ

#### Синглови
- Радио/Свако је зна (1980), ПГП РТБ
- Натали (1981), Југодиск
- Срећна нова година (1981), Југодиск
- C'est La Vie / Не плаши се (1987), ПГП РТБ

### Влада Џет Бенд[8]

#### Албуми
- Ко је убио мртву природу (2002), One Records
- Бренд 40 (2005), ПГП РТС
- No Pasarán (2007), Mascom Records
- No. 4 (2011), Long Play
- Млинарев син (2013), Long Play